# Kenn Hansen
Kenn Hansen (Østerbro, 1980. május 29. –) dán nemzetközi labdarúgó-játékvezető. Teljes neve Kenn Pii Hansen. Polgári foglalkozása az University of Copenhagen retorika szakos hallgatója.		

## Pályafutása

### Nemzeti játékvezetés
A játékvezetésből 1997-ben vizsgázott. Ellenőreinek, sportvezetőinek javaslatára 2000-2006 között országos, majd 2006-2008 között Premier League bíró. 2008-ban lett a Danish Superliga játékvezetője. Foglalkoztatására jellemző, hogy a 2010/2011-es évadban 29  Super League mérkőzést irányított.

#### Nemzeti kupamérkőzések
Vezetett Kupa-döntők száma: 1.

##### Dán-kupa
| Időpont        | Helyszín                   | Mérkőzés típusa | Mérkőzés              | Eredmény |
| -------------- | -------------------------- | --------------- | --------------------- | -------- |
| 2013. május 9. | Parken Stadion, Koppenhága | döntő           | Randers FC–Esbjerg fB | 0 – 1    |

#### Nemzetközi játékvezetés
A Dán labdarúgó-szövetség Játékvezető Bizottsága (JB) terjesztette fel nemzetközi játékvezetőnek, a Nemzetközi Labdarúgó-szövetség (FIFA) 2011-től tartotta nyilván bírói keretében. Több nemzetek közötti válogatott és klubmérkőzést vezetett, vagy működő társának 4. bíróként segített. FIFA JB besorolás szerint 2. kategóriás bíró. A dán nemzetközi játékvezetők rangsorában, a világbajnokság-Európa-bajnokság sorrendjében többedmagával a 18. helyet foglalja el 2 találkozó szolgálatával. Válogatott mérkőzéseinek száma: 3 (2013).

#### Világbajnokság
A világbajnoki döntőhöz vezető úton Brazíliába a XX., a 2014-es labdarúgó-világbajnokságra a FIFA JB bíróként alkalmazta.

##### 2014-es labdarúgó-világbajnokság

###### Selejtező mérkőzés
| Időpont              | Helyszín                      | Mérkőzés típusa           | Mérkőzés        | Eredmény | Nézők száma |
| -------------------- | ----------------------------- | ------------------------- | --------------- | -------- | ----------- |
| 2013. március 26.    | Chornomorets Stadion, Odessza | előselejtező (H. csoport) | Ukrajna–Moldova | 2 – 1    | 31 948      |
| 2013. szeptember 63. | Ullevaal Stadion, Oslo        | előselejtező (E. csoport) | Norvégia–Ciprus | 2 – 0    | 11 295      |

#### Európa-bajnokság

##### U19-es labdarúgó-Európa-bajnokság
Észtország rendezte a 2012-es U19-es labdarúgó-Európa-bajnokságot, ahol a FIFA JB bíróként foglalkoztatta.
| Időpont         | Helyszín                   | Mérkőzés típusa              | Mérkőzés              | Eredmény |
| --------------- | -------------------------- | ---------------------------- | --------------------- | -------- |
| 2012. július 3. | Lilleküla Stadion, Tallinn | csoportmérkőzés (A. csoport) | Észtország–Portugália | 0 – 3    |
| 2012. július 6. | Városi Stadion, Rakvere    | csoportmérkőzés (B. csoport) | Szerbia–Anglia        | 1 – 2    |

## Szakmai sikerek
- 2011-ben megkapta a POY Fodbolddommer címet,
- 2012-ben a Dán Labdarúgó-szövetség JB az Év játékvezetője cvímmel ismerte el szolgálatát.

## Magyar vonatkozás
Első nemzetek közötti mérkőzése.
| Időpont         | Helyszín             | Mérkőzés típusa              | Mérkőzés              | Eredmény | Nézők száma |
| --------------- | -------------------- | ---------------------------- | --------------------- | -------- | ----------- |
| 2012. június 4. | Népstadion, Budapest | felkészülési (869. mérkőzés) | Magyarország–Írország | 0 – 0    | 17 000      |